# 津田越前守助広
津田越前守助広（つだ えちぜんのかみ すけひろ、寛永14年（1637年） - 天和2年3月14日（1682年4月21日））は、江戸時代延宝頃の摂津国の刀工。新刀最上作にして大業物。特に延宝年紀の丸津田は出来が優れているため特に人気が高い。

## 概要
摂津国打出村に生まれ、初代助広（ソボロ助広）の養子となる。明暦3年（1657年）、越前守受領のち大坂城代青山宗俊に召抱えられる。大坂新刀の代表工であり、新刀屈指の巨匠である。一説に生涯に1700点あまりの作品を残したとされる。江戸の虎徹とともに新刀の横綱ともいわれ、また同じく大坂の井上真改とともに最高の評価がなされており、真改との合作刀もあり、交流があったことが伺われる。しかし、その人気とともに在銘品（「助廣」と銘のある刀剣）の多くが偽物であり、特に助広、虎徹、真改銘の偽物は数万点を超えると考えられる。
刀匠であった養父に学び、22歳で独立。茎の銘が時期により異なる。22歳から30歳までは「源・藤原」銘、31歳から38歳までは「津田」の田の字を楷書で切った角津田銘、38歳から晩年の46歳までは草書で丸く田の字を切った丸津田銘を使用した。
初期には養父、大坂新刀諸工に見られる足の長い丁子刃等を焼くが、壮年期に大互の目乱れを波に見立て、地に玉焼きを交える濤瀾刃を創始し、後世含め諸国の刀工に多大な影響を与え、人気を博した。弟に津田越前守照広、妹婿に津田近江守助直がおり、それぞれ名工である。門人には常陸守宗重や大和守広近などがいる。

## 作風の特徴
- 造り込み - 脇差、2尺3寸前後の刀が多い。踏ん張りが付き先反りのつく、前時代の寛文新刀と比較して優しい姿となる。切先が伸びた姿のものが多い。
- 地鉄 - 地鉄はよく練れよく詰んだ、明るい大坂新刀の地鉄となる。地沸細かにつき、小板目に杢目を交える。鎬地は柾がかる。
- 刃文 - 大坂焼出しに焼き幅が鎬筋にかかる程広くなるものを基本とする。助廣の創始した涛瀾乱れの変化として、大湾れを交えたもの、逆がかったものがある。直刃も上手で、湾れ乱れは５つに湾れるものが多いといわれる。いずれも匂口の沸、匂い深く明るく冴えたものとなる。
- 茎 - 入り山形の刃上がりとなる。鑢目は筋違で独特の化粧鑢を掛ける。

## 作刀
重要文化財に指定されている刀（銘「津田越前守助広 延宝七年二月日」、個人蔵）がある。その他、重要美術品に8件認定されている。また、都道府県、市町村で文化財に指定されているものが多い。

### 研究書
- 『越前守助広大鑑』 飯田一雄、刀剣春秋（宮帯出版社）